# FK Proleter Banatski Karlovac
FK Proleter (srpski: ФК Пролетер) je nogometni klub iz Banatskog Karlovca, Općina Alibunar, Južnobanatski okrug, Vojvodina, Republika Srbija. 
 
U sezoni 2024./25. klub se natječe u Vojvođanskoj ligi "Istok", četvrtom rangu nogometnog prvenstva Srbije.

## O klubu
Osnovan je u veljači 1946. godine, a jedan od glavnih osnivača bio je Aron Bokšan – Bata.
Najveći uspjeh kluba je igranje u trećem rangu natjecanja bivše Jugoslavije. Najprije u sezoni 1957./58. u tadašnjoj Banatskoj ligi, ali je odmah napušta zbog reorganizacije. Drugi put je Proleter bio trećeligaš u sezoni 1986./87., no ispao je iste sezone.

## Prvenstva
| Sezona    | Razred | Liga                     | Broj momčadi | Mjesto | Izvor |
| --------- | ------ | ------------------------ | ------------ | ------ | ----- |
| 2008./09. | V.     | PFL Pančevo              | 16           | 7.     | link  |
| 2009./10. | V.     | PFL Pančevo              | 16           | 1.     | link  |
| 2010./11. | IV.    | Vojvođanska liga "Istok" | 16           | 6.     | link  |
| 2011./12. | IV.    | Vojvođanska liga "Istok" | 16           | 2.     | link  |
| 2012./13. | IV.    | Vojvođanska liga "Istok" | 16           | 12.    | link  |
| 2013./14. | IV.    | Vojvođanska liga "Istok" | 16           | 14.    | link  |
| 2014./15. | IV.    | Banatska zona            | 16           | 7.     | link  |
| 2015./16. | IV.    | Banatska zona            | 16           | 9.     | link  |
| 2016./17. | IV.    | Vojvođanska liga "Istok" | 16           | 8.     | link  |
| 2017./18. | IV.    | Vojvođanska liga "Istok" | 16           | 13.    | link  |
| 2018./19. | IV.    | Vojvođanska liga "Istok" | 16           | 14.    | link  |
| 2019./20. | IV.    | Vojvođanska liga "Istok" | 16           | 9.     | link  |
| 2020./21. | IV.    | Vojvođanska liga "Istok" | 17           | 7.     | link  |
| 2021./22. | IV.    | Vojvođanska liga "Istok" | 16           | 7.     | link  |
| 2022./23. | IV.    | Vojvođanska liga "Istok" | 16           | 10.    | link  |
| 2023./24. | IV.    | Vojvođanska liga "Istok" | 16           | 13.    | link  |
| 2024./25. | IV.    | Vojvođanska liga "Istok" | 16           |        | link  |

## Poveznice
- srbijasport.net, FK Proleter Banatski Karlovac, profil kluba